# 누르셀 쾨세
누르셀 쾨세(튀르키예어: Nursel Köse, 1961년 3월 29일 ~ )는 터키, 독일의 배우이다. 안탈리아 국제 영화제 황금오렌지상 여우조연상 2회(2007, 2014) 수상자이다.

## 출연 작품
- 희생양(영어판) (2014)
- 300 월트 도이치 (2013)
- 그랜드파스 노우 베스트 (2012)
- 그녀가 떠날 때 (2010)
- 세븐 코트야드 (2009)
- 천국의 가장자리 (2007)
- 오프사이드 (2005)
- 케밥 코넥션 (2005)